# Wang Zhenyi
Wang Zhenyi, född 1768, död 1797, var en kinesisk astronom. Wang Zhenyi publicerade tolv böcker om astronomi och matematik. 
Hon bedrev forskning genom att utföra experiment i sin trädgård. Hon publicerade bland annat studier om gravitationen. Hennes beräkningar om månförmörkelser anses ännu vara korrekta. Wang Zhenyi försvarade båda könens rätt att studera. 
Nedslagskratern Wang Zhenyi på planeten Venus är uppkallad efter henne.